# Internazionali Femminili di Palermo 1999
Gli Internazionali Femminili di Palermo 1999 sono stati un torneo femminile di tennis giocato sulla terra rossa. È stata la 12ª edizione degli Internazionali Femminili di Palermo, che fa parte della categoria Tier IV nell'ambito del WTA Tour 1999. Si è giocato a Palermo in Italia, dal 12 al 18 luglio 1999.

## Campioni

### Singolare
Anastasija Myskina ha battuto in finale  Ángeles Montolio con il punteggio di 3–6, 7–6(4), 6–2

### Doppio
Tina Križan /  Katarina Srebotnik hanno battuto in finale  Åsa Svensson /  Sonya Jeyaseelan con il punteggio di 4–6, 6–3, 6–0